# Liste des fermes à vagues
Cette page liste les centrales fonctionnant avec l'énergie des vagues.

## Fermes à vagues

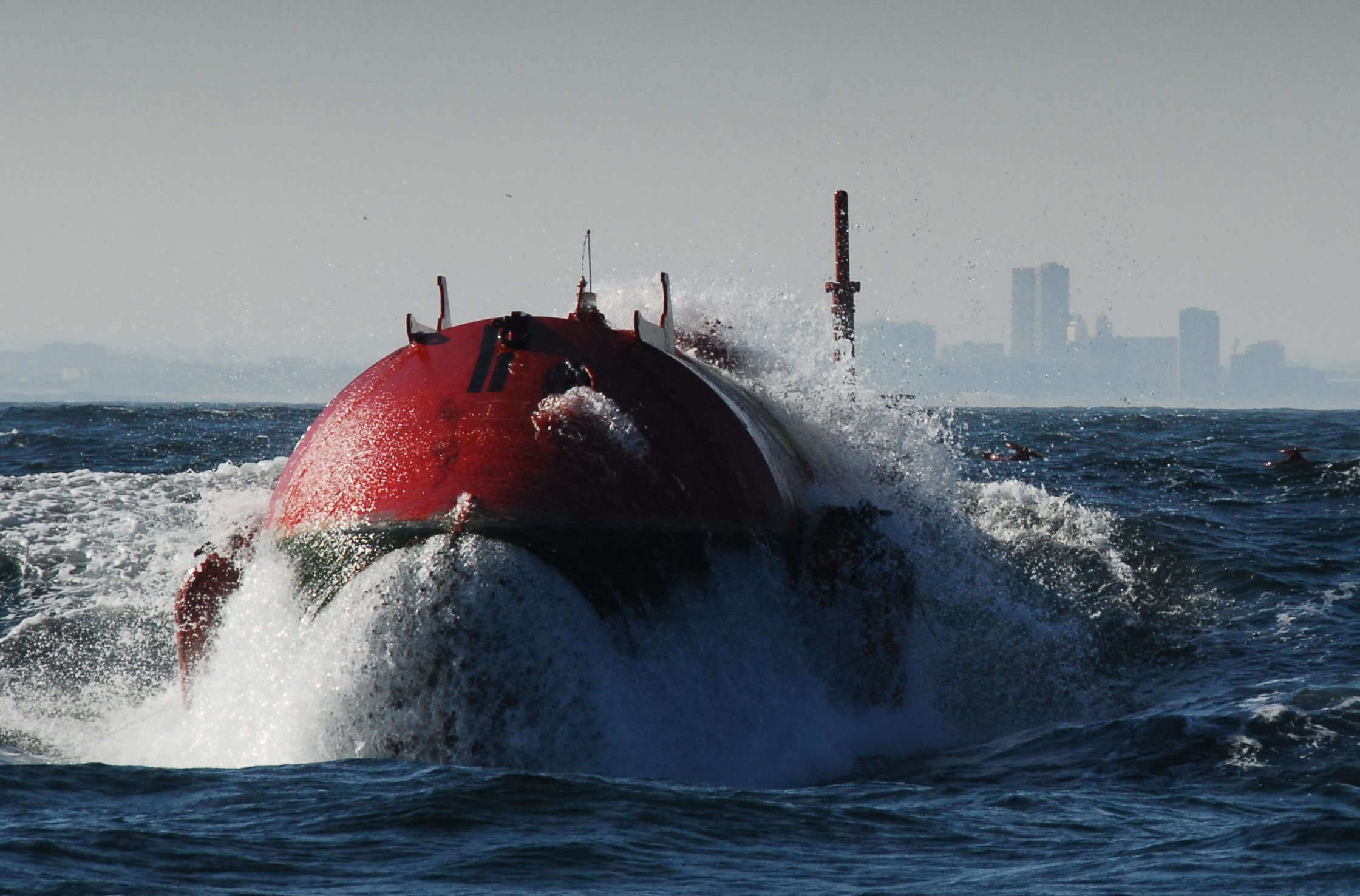
Ferme à vagues d'Aguçadoura au Portugal.

| Centrale                    | Pays        | Position                     | Puissance nominale (MW) | Date de mise en service | Références |
| --------------------------- | ----------- | ---------------------------- | ----------------------- | ----------------------- | ---------- |
| Ferme à vagues d'Aguçadoura | Portugal    | 41° 25′ 57″ N, 8° 50′ 33″ O  | 2,25                    | 2008                    | ,          |
| Islay Limpet                | Royaume-Uni | 55° 41′ 24″ N, 6° 31′ 15″ O  | 0,5                     | 2000                    | ,          |
| Ferme à vagues d'Orkney     | Royaume-Uni | 58° 56′ 12″ N, 2° 44′ 38″ O  | 2,4                     | 2011                    | [ 5 ]      |
| Ferme à vagues SDE          | Israël      | 32° 05′ 59″ N, 34° 46′ 24″ E | 0,04                    | 2009                    | [ 6 ]      |
| Ferme à vagues de Siadar    | Royaume-Uni | 58° 11′ 35″ N, 6° 21′ 57″ O  | 4                       | 2011                    | [ 7 ]      |